# Беріндан
Беріндан (рум. Berindan) — село у повіті Сату-Маре в Румунії. Входить до складу комуни Одореу.
Село розташоване на відстані 441 км на північний захід від Бухареста, 9 км на схід від Сату-Маре, 120 км на північ від Клуж-Напоки.

## Населення
За даними перепису населення 2002 року у селі проживали 86 осіб.
Національний склад населення села:
| Національність | Кількість осіб | Відсоток |
| -------------- | -------------- | -------- |
| угорці         | 57             | 66,3%    |
| румуни         | 29             | 33,7%    |

Рідною мовою назвали:
| Мова      | Кількість осіб | Відсоток |
| --------- | -------------- | -------- |
| угорська  | 60             | 69,8%    |
| румунська | 26             | 30,2%    |